# Фауст (опера)
«Фауст» — опера на 5 дій з прологом і балетними сценами французького композитора Шарля Ґуно. Написана на лібрето Жюля Барб'є і Мішеля Каре за першою частиною однойменної драми Гете.
Перша постановка відбулася в Парижі в «Театрі лірік» (Théatre-Lyrique), 19 березня 1859 року, остаточна редакція була поставлена в Парижі в театрі «Гранд-Опера», 3 березня 1869 року.

## Характеристика

«Фауст» на сцені оперної студії Національної музичної академії України. Кінець другої дії, смерть Валентина

У центрі уваги композитора виявилася не драма думки і почуття Фауста, а доля Маргарити (тому в Німеччині оперу раніше було заведено називати її ім'ям). У лібрето не тільки були опущені багато сцен і персонажів, але й видозмінені характери. Так, наприклад, образ веселуна Зібеля в опері наділено ліричними властивостями. Музика «Фауста» мелодійно багата, їй властиві рельєфність, виразність, помітна театральність, контрастність образів, мальовничість фону і перш за все — проникливий ліризм.

## Дійові особи

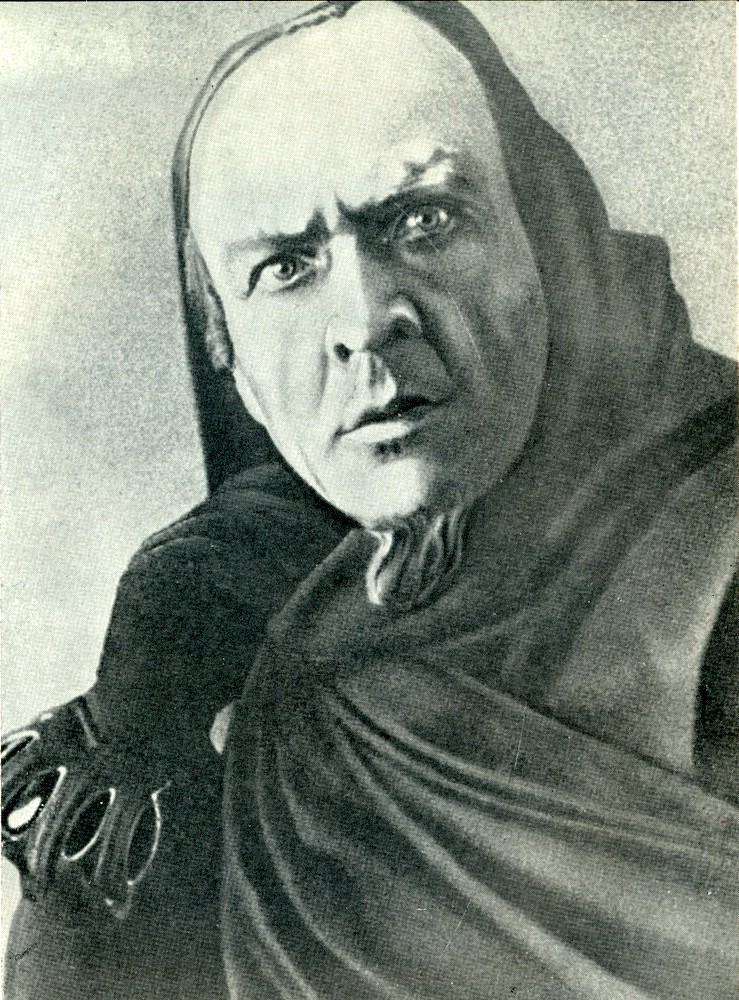
Ф. І. Шаляпін у ролі Мефистофеля (1916)

| Партія                                       | Голос                       | Виконавець на прем'єрі, 19 березня 1859 (диригент Адольф Делоффр) | Виконавець на прем'єрі остаточної редакції, 3 березня 1869 |
| -------------------------------------------- | --------------------------- | ----------------------------------------------------------------- | ---------------------------------------------------------- |
| Фауст                                        | Тенор                       | Жозеф Барбо                                                       |                                                            |
| Мефістофель                                  | Бас                         | Матьє-Еміль Баланкe                                               |                                                            |
| Маргарита                                    | Сопрано                     | Марі Міолан-Карвальо                                              |                                                            |
| Валентин                                     | Баритон                     | Бартелемі-Осмон Рейнaль                                           |                                                            |
| Вагнер                                       | Бас                         | М. Сібо                                                           |                                                            |
| Зібель                                       | Мецо-сопрано                | Февр                                                              |                                                            |
| Марта                                        | Мецо-сопрано або контральто | Дюкло                                                             |                                                            |
| Студенти, солдати, городяни, діти, простолюд |                             |                                                                   |                                                            |

## Лібрето
Місце: Німеччина: Час: 16 століття

### Дія 1
Кабінет Фауста
Фауст, старіючий учений, доходить висновку, що його вчення марне й змусило його пропустити життя і любов (Rien! En vain j'interroge). Двічі він випиває отруту, але щоразу зупиняється, коли чує хор. Він проклинає науку і віру, і просить заступництва пекла. З'являється Мефистофель (дует: Me voici) і, з привабливим зображенням Маргарити за прядкою, спонукає Фауста скористатися послугами Мефістофеля в обмін за майбутнє перебування у Пеклі. Колба з отрутою перетворюється на еліксир молодості, учений перетворюється на молодого чоловіка й вирушає з Мефістофелем у подорож.

### Дія 2
Біля міських воріт
Хор студентів, солдатів і жителів села співає застільну пісню (Vin ou Bière). Валентин, вирушаючи на війну зі своїм другом Вагнером, довіряє турботу про свою сестру Маргариту своєму юнацькому другу Зібелю (O sainte médaille … Avant de quitter ces lieux). З'являється Мефістофель, він забезпечує присутніх вином і співає пісню про Золоте теля (Le veau d'or, відома також як «арія зі свистом»). Мефістофель неґречно згадує Маргариту, і Валентин намагається вдарити його мечем, але той розчиняється в повітрі. Валентин і друзі розуміють, що мають справу з нечистою силою (chorus: De l'enfer). Між тим Мефістофель і Фауст приєднуються до танців (Ainsi que la brise légère). З'являється Маргарита і Фауст виявляє своє захоплення нею, але вона відмовляється від руки Фауста.

### Дія 3
Сад Маргарити

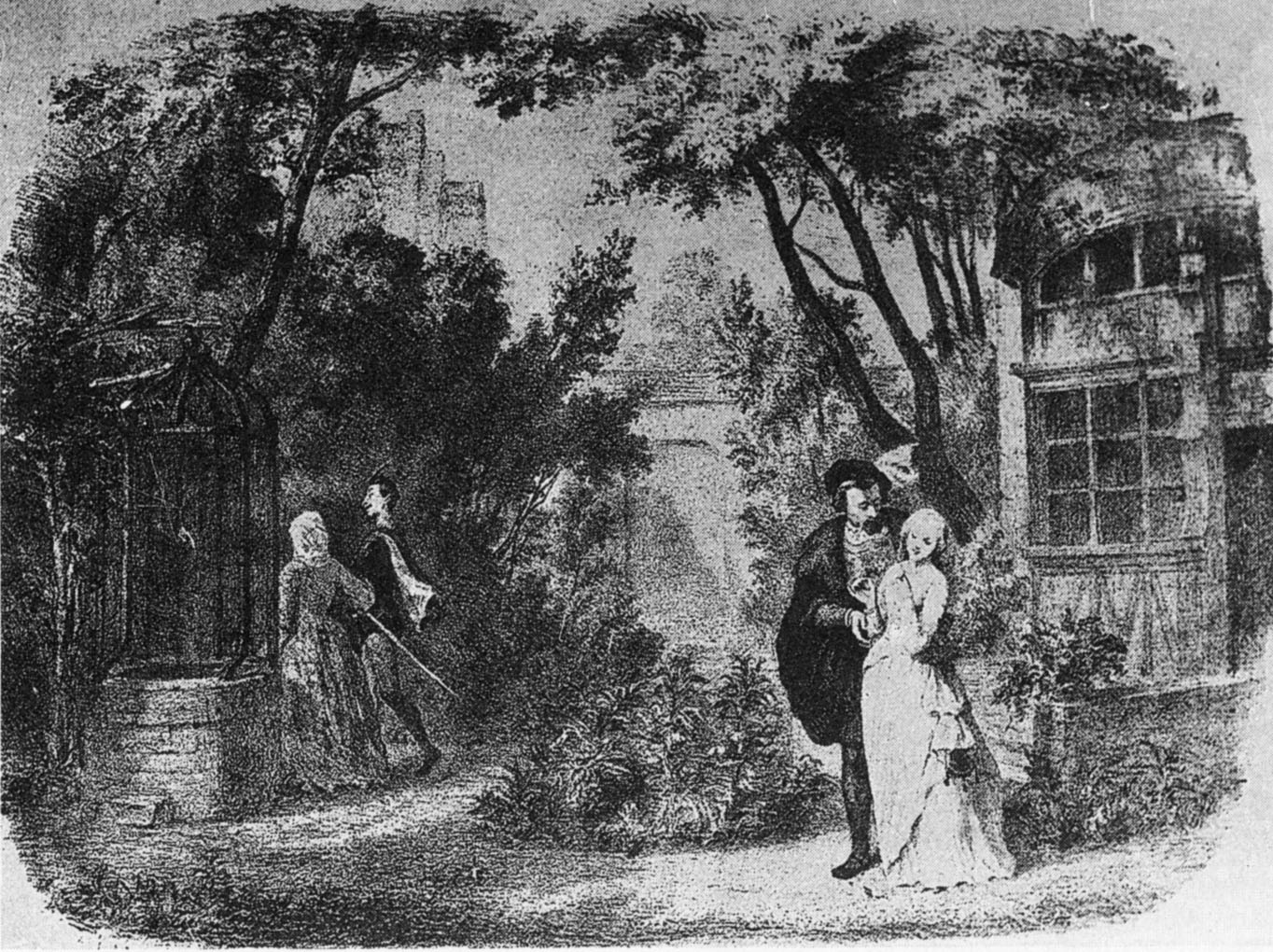
Сад Маргарити, репродукція Charles-Antoine Cambon і Joseph Thierry

Закоханий у Маргариту Зібель лишає їй букет (Faites-lui mes aveux). Фауст посилає Мефістофеля в пошуках подарунка для Маргарити і співає каватину (Salut, demeure chaste et pure) ідеалізуючи Маргариту як чисте дитя природи. Мефістофель приносить коробку з вишуканими ювелірними виробами і ручне дзеркало й залишає його на порозі Маргарити, поруч з квітами Зібеля. Входить Маргарита, згадуючи про зустріч із Фаустом у міських воріт, і співає сумну баладу (Il était un roi de Thulé). Марта, сусідка Маргарити, зауважує коштовності і каже, що їх певно приніс шанувальник. Маргарита приміряє коштовності й захоплюється тим, як вони їх пасують, співаючи арію (Ah! je ris de me voir si belle en ce miroir). Мефістофель і Фауст приєднуються до жінок в саду. Маргарита дозволяє Фаусту поцілувати її (Laisse-moi, laisse-moi contempler ton visage), але на тому просить піти його геть. Між тим, повертаючись додому вона зітхає про швидке прощання, і Фауст, чуючи її зітхання повертається до неї. Пильне око Мефістофеля і його зловісний сміх видають, що Фауст з Маргаритою провели час пречудово.

### Дія 4
Кімната Маргарити / Площа перед її будинком / Собор

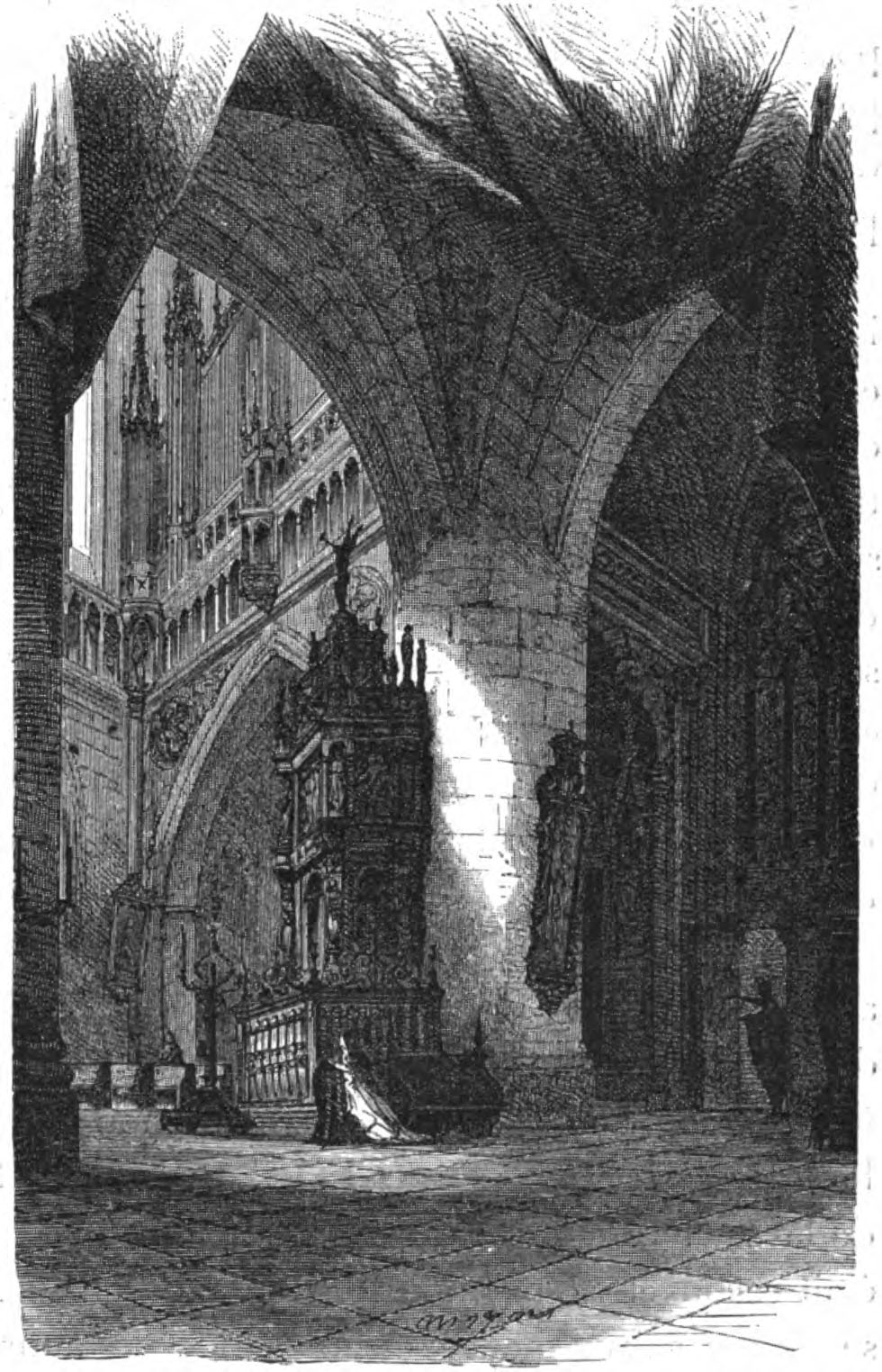
Маргарита молиться в соборі, сценограф — Камбон

Маргарита народила дитину від Фауста, але була покинута ним і стала вигнанцем суспільства. Вона співає арію біля прядки (Il ne revient pas). Біля неї — Зібель. Надалі сцена показує площу перед будинком Маргарити. Валентин повертається з війни під військовий марш (Deposons les armes і Gloire immortelle de nos aïeux). Зібель просить Валентину пробачити Маргариту. Валентин прямує до її хати. У цей час з'являються Фауст і Мефістофель, і Мефістофель, думаючи, що вдома лише Маргарита, співає глузливу бурлеску (Vous qui faites l'endormie). Валентин виходить з хати, тепер знаючи, що саме Фауст негідно вчинив з його сестрою. Він б'ється з Фаустом, але Мефістофель блокує меч Валентина, що дозволяє Фаусту завдати фатального удару. Помираючи, Валентин проклинає Маргариту (Ecoute-moi bien Marguerite). Маргарита йде до церкви і намагається молитися там, але її зупиняє спочатку Мефістофель, а потім хор чортів. Вона молиться і непритомніє, бувши проклята знову Мефістофелем.

### Дія 5
Гори Гарц та Вальпургієва ніч / Каверні / Інтер'єр в'язниці
Мефістофель і Фауст оточені відьмами (Un, deux et trois). Фауст потрапляє до печери королев і куртизанок, і Мефістофель обіцяє забезпечити Фауста любов'ю найкрасивіших жінок в історії. Балет зображає оргію, що триває протягом всієї ночі. На світанку Фаусту з'являється видіння Маргарити і кличе його. Мефістофель допомагає Фаусту потрапити до в'язниці, де Маргарита відбуває покарання за вбивство своєї дитини. Фауст і Маграрита співають любовний дует (Oui, c'est toi que j'aime). Мефістофель заявляє, що Маргарита заслуговує на смертну кару. Фауст пропонує врятувати її від покарання, проте вона воліє довірити свою долю Богу і Його ангелам (Anges purs, anges radieux). Зрештою, вона запитує, чому руки Фауста покриті кров'ю, відштовхує його, і падає непритомною. Мефістофель лютує, коли чує голос з небес «Sauvée!» («Врятована!»). Чутно дзвони Великодня й хор ангелів, що співає «Christ est ressuscité!» («Христос воскрес!»). Стіни в'язниці розсуваються, і душа Маргарити піднімається на небо. У розпачі Фауст споглядає за нею; він падає на коліна і молиться. Мефістофель тікає від сяючого меча Архангела.

### Український переклад та постановки в Україні
- Українською мовою лібрето цієї опери переклала Людмила Старицька-Черняхівська[4]. В українському перекладі опера ставилась у Київській опері в радянські часи, а також до 2019 року — в оперній студії при НМАУ (режисер — Дмитро Гнатюк)[5][6].
- у 1925 році відбулась постановка опери «Фауст» на сцені Українського державного театру опери та балету (Харків). Це була дебютна постановка видатного українського режисера Е. Юнгвальд‑Хількевича. Молодий постановник суттєво переосмислив образи головних героїв. Нове змістове навантаження отримали окремі епізоди. Критики вважають, що домінуючий у трактуванні Е. Юнгвальд‑Хількевича конфлікт між інтелектуальним і чуттєвим наблизив його постановку до першоджерела — трагедії Й. Ґете[7].